# Min Buri
Min Buri (thailändisch มีนบุรี) ist einer der 50 Khet (Bezirke) in Bangkok, der Hauptstadt von Thailand. Minburi ist ein nordöstlicher Vorstadt-Distrikt.

## Geographie
Die benachbarten Bezirke sind im Uhrzeigersinn von Norden aus: Khlong Sam Wa, Nong Chok, Lat Krabang, Saphan Sung und Khan Na Yao.

## Geschichte
Min Buri war einst eine Provinz, geschaffen 1901 während der Regierungszeit von König Chulalongkorn. Diese Provinz bestand aus Amphoe Khlong Sam Wa, Amphoe Saen Saep, Amphoe Nong Chok und Amphoe Jian Dab (เจียรดับ). Der Name Min Buri (Fisch-Stadt) wurde als Gegensatz zur bereits existierenden Amphoe Thanyaburi (Reis-Stadt) ausgewählt.
Eine Wirtschaftskrise in den Jahren 1930–1931 veranlasste die Regierung verschiedene Organisationen aufzugeben, um die Ausgaben zu reduzieren. Darum wurde das Gebiet der damaligen Provinz Min Buri umgewandelt sowohl in die Bangkok-Amphoe Min Buri und Lat Krabang, als auch in den Amphoe Nong Chok der Provinz Chachoengsao. Im Jahre 1957 wurde ein Teil eines Unterbezirks von Lat Krabang zu Min Buri geschlagen. Schließlich wurde 1957 der nördliche Teil von Min Buri geteilt, um den neuen Bezirk Khlong Sam Wa zu bilden.

## Ausbildung
- Ruamrudee International School (RIS, Thai: โรงเรียนร่วมฤดีวิเทศศึกษา) mit der Deutschsprachigen Schule Bangkok („RIS Swiss Section“)

## Sport
In Minburi befindet sich das Sportzentrum zur Feier des 72. Geburtstags der Königin Sirikit. Hier ist das Heimstadion des Erstliga-Fußballvereins BEC-Tero Sasana.

## Sehenswürdigkeiten
- Wat Bang Peng Tai (วัดบางเพ็งใต้)
- Wat Saen Suk (วัดแสนสุข)

## Verwaltung
Min Buri ist in zwei Unterbezirke (Khwaeng) unterteilt:
| Nr. | Name      | Thai   | Einw.  |
| --- | --------- | ------ | ------ |
| 1.  | Min Buri  | มีนบุรี   | 95.557 |
| 2.  | Saen Saep | แสนแสบ | 43.104 |